# Vaivara
Vaivara (německy Waiwara) je vesnice v estonském kraji Ida-Virumaa, spadající pod statutární město Narva-Jõesuu.